# Thaumastocephalus
Thaumastocephalus (лат.) — род мелких коротконадкрылых жуков-ощупников, единственный в составе трибы Thaumastocephalini из подсемейства Pselaphinae (Staphylinidae). Слепые депигментированные обитатели пещер Балкан.

## Распространение
Европа, пещеры на Балканах: Босния и Герцеговина, Хорватия.

## Описание
Мелкие коротконадкрылые жуки—ощупники (длина тела 1,8-2,2 мм) светлого красновато-коричневого цвета. Пещерные, бескрылые, анофтальмные и депигментированные пселафины, отнесенные к надтрибе Batrisitae. Thaumastocephalus можно отличить от всех других родов Batrisitae по наличию гуларного отростка на ножке и по тому, что 2-й и 3-й членики щупиков несут на своих внешних сторонах тонкую нить, оканчивающуюся сферическим отростком. Про- и мезококсы смежные, а метакоксы раздельные. Голова длиннее (0,4 мм) своей ширины (0,3 мм). Глаза отсутствуют. Гулярная область очень своеобразная, со срединным, заметным, шаровидным и светлым отростком, в основании слегка на ножке и направлена назад, что очень заметно при взгляде сбоку. Усики 11-члениковые, относительно тонкие (длина около 0,7 мм); первый антенномер (скапус) цилиндрический, примерно в 3 раза длиннее ширины. Надкрылья укороченные, задние крылья отсутствуют. Лапки трёхчлениковые (формула лапок 3-3-3); 1-й членик очень короткий, 2-й членик очень длинный (соответствует половине общей длины лапки); 3-й членик тонкий, такой же длины, как половина 2-го сегмента, и несущий на вершине единственный коготок, такой же длины, как 3-й сегмент.

## Систематика
8 видов. Род Thaumastocephalus была впервые описан в 2001 году, выделен в отдельную трибу Thaumstocephalini в составе надтрибы Batrisitae. Положение Thaumastocephalus в Batrisini до сих пор является предметом споров, но, согласно обширному исследованию ДНК большого количества Pselaphinae, он занимает твёрдое положение среди Batrisitae. Название происходит от латинизированных греческих слов, означающих «замечательный» (thaumastos) и «голова».
- Триба Thaumastocephalini Poggi et al., 2001[1]
  - Род Thaumastocephalus Poggi et al., 2001[1]
    - Thaumastocephalus bilandzijae Hlaváč, Bregović & Jalžić, 2019[2]
    - Thaumastocephalus dahnae Hlaváč, Bregović & Jalžić, 2019
    - Thaumastocephalus folliculipalpus Poggi et al., 2001[1]
    - Thaumastocephalus kirini Hlaváč, Bregović & Jalžić, 2019
    - Thaumastocephalus marsici Hlaváč, Bregović & Jalžić, 2019
    - Thaumastocephalus rujnicensis Hlaváč, Bregović & Jalžić, 2019
    - Thaumastocephalus slavkoi Hlaváč, Bregović & Jalžić, 2019
    - Thaumastocephalus troglavi Hlaváč, Bregović & Jalžić, 2019[2]